# Grč Vrh
Grč Vrh je naselje u slovenskoj Općini Mirnoj Peči. Grč Vrh se nalazi u pokrajini Dolenjskoj i statističkoj regiji Jugoistočnoj Sloveniji. 

## Stanovništvo
Prema popisu stanovništva iz 2002. godine naselje je imalo 6 stanovnika.